# Fight or Flight (album d'Emily Osment)
Cet article concerne album d'Emily Osment. Pour celui de Hoobastank, voir Fight or Flight (album de Hoobastank).
Albums de Emily Osment
All The Right Wrongs
(2009) Adrift
(2012)
Fight or Flight est le deuxième album de la chanteuse et actrice américaine Emily Osment. 

## Titres
1. Lovesick
2. Get Yer Yah-Yah’s Out
3. Clap Your Hands (The Water is Rising)
4. Marisol
5. The Cycle
6. All the Boys Want
7. Double Talk
8. Truth or Dare
9. Let’s Be Friends
10. You Get Me Through
11. Gotta Believe in Something